# Musée paléo-chrétien de Carthage
Le musée paléo-chrétien de Carthage (arabe : المتحف المسيحي المبكر بقرطاج) est un petit musée installé à la suite des fouilles effectuées dans les années 1970 et 1980, dans le cadre de la campagne internationale de l'Unesco destinée à sauver le site de Carthage de l'oubli et à mettre en œuvre une connaissance scientifique des vestiges susceptibles d'être exploités.
Il couvre les périodes romaine et paléochrétienne, particulièrement du Ve siècle jusqu'au début du VIIIe siècle apr. J.-C. L'œuvre emblématique du musée, la statuette de Ganymède avec Jupiter sous forme d'un aigle, est volée dans la nuit du 8 novembre 2013, puis retrouvée le 26 janvier 2017.

## Histoire et site
Les fouilles du site prennent place au moment de la campagne internationale de l'Unesco, entre 1975 et 1984, grâce à une équipe tuniso-américaine de l'Institut national d'archéologie et d'art, dirigée par Liliane Ennabli, de l'American Schools of Oriental Research et du Kelsey Museum de l'université du Michigan dirigées par John H. Humphrey.
Sur le site actuel, à Carthage-Dermech, se trouvent un complexe ecclésiastique, avec basilique et baptistère visibles in situ, et le musée stricto sensu. Les archéologues ne sont pas parvenus aux niveaux les plus anciens, d'époque punique, afin de ne pas détruire les vestiges d'époque tardive découverts.
Le complexe a été bâti vers 400, et remanié après la reconquête byzantine faite au VIe siècle au détriment des Vandales. Après la conquête arabe de 698, le site est abandonné et dépouillé de ses pierres.
Le musée est construit par les autorités tunisiennes avec le concours de l'organisation Earthwatch et se situe au croisement de deux rues romaines.

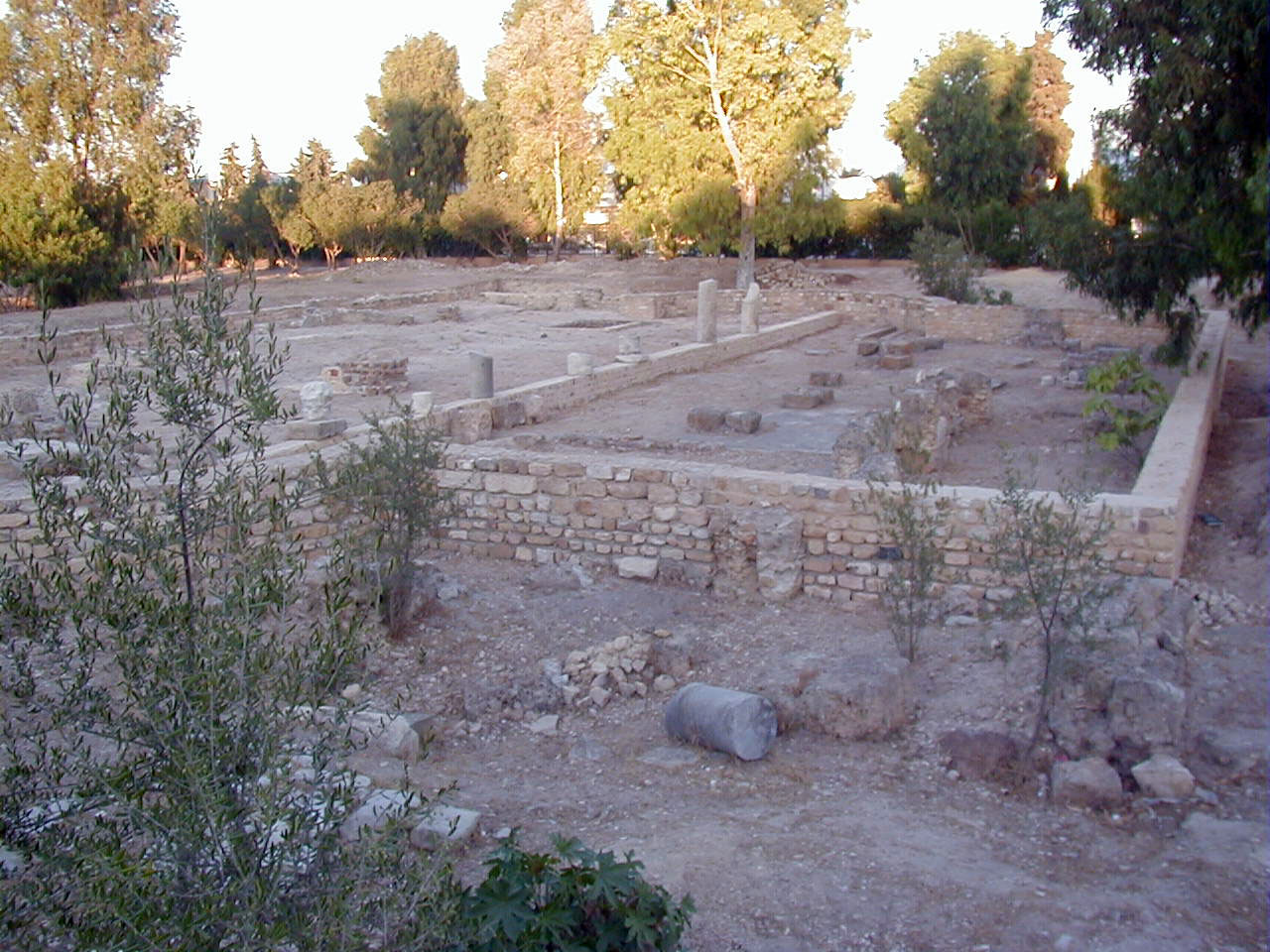
Vestiges de la basilique.
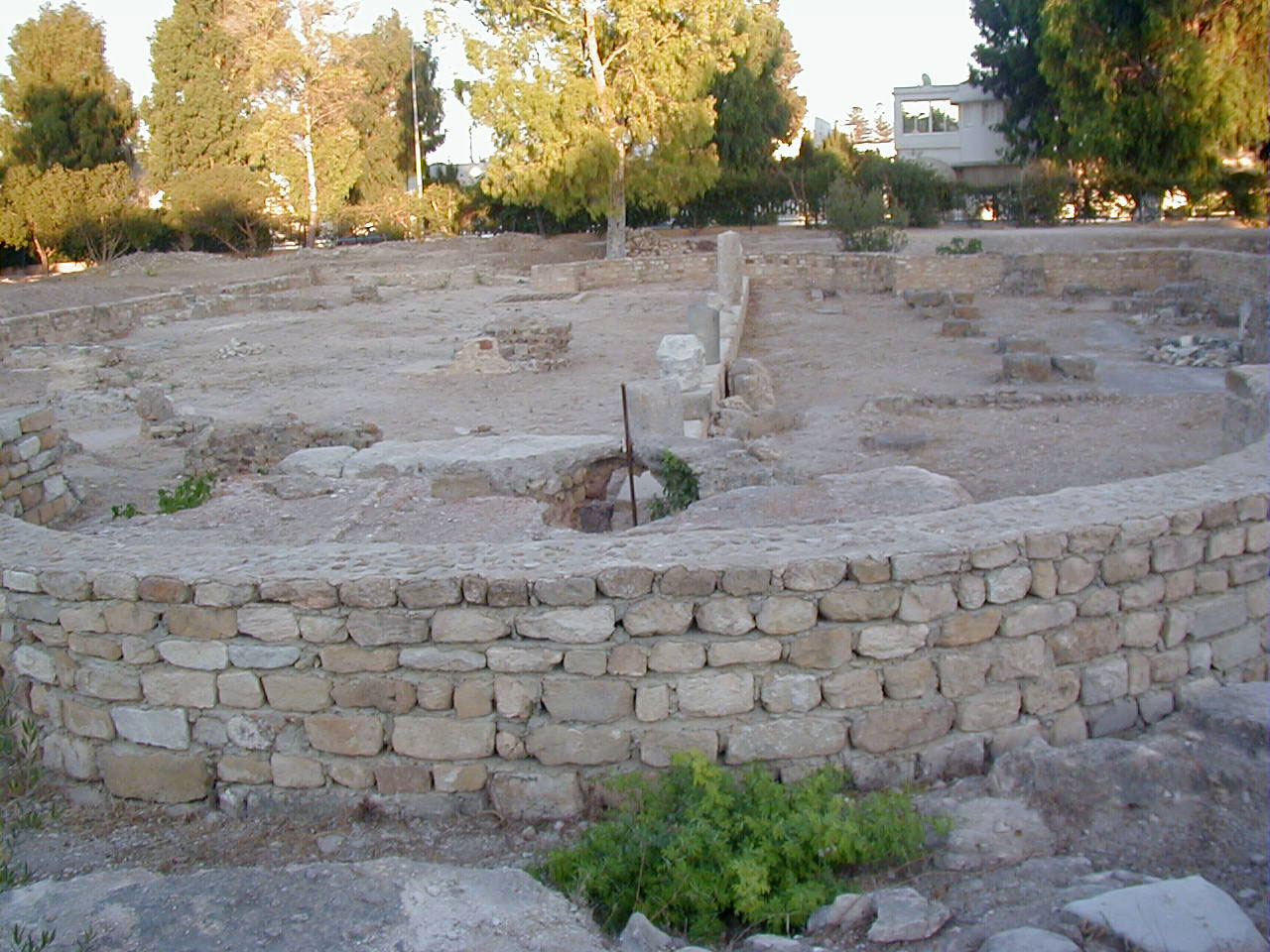
Vestiges du baptistère.

## Éléments remarquables
- Mosaïque des auriges vainqueurs (fin du IVe siècle) : elle est trouvée dans une maison à péristyle qui lui donne son nom. Quatre auriges sont debout dans leurs chars, qui ne sont pas conservés, et sont prêts au départ, chacun tenant un fouet et les rênes. Chacun représente une équipe : Euphumos (bleu), Domninos (blanc), Euthumis (vert) et Kephalon (rouge). Les chevaux sont quant à eux perdus.

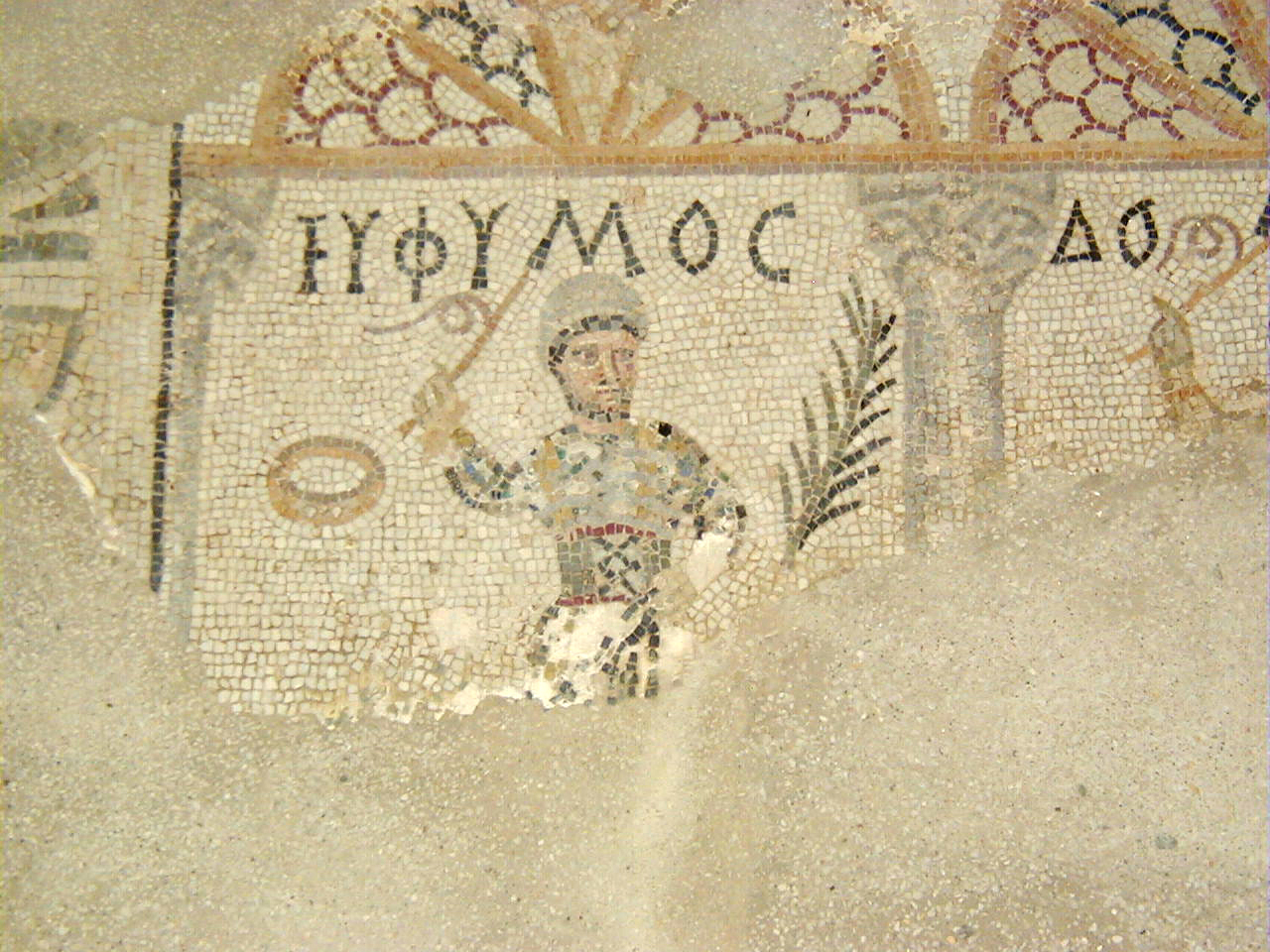
Mosaïque des auriges (Euphumos).
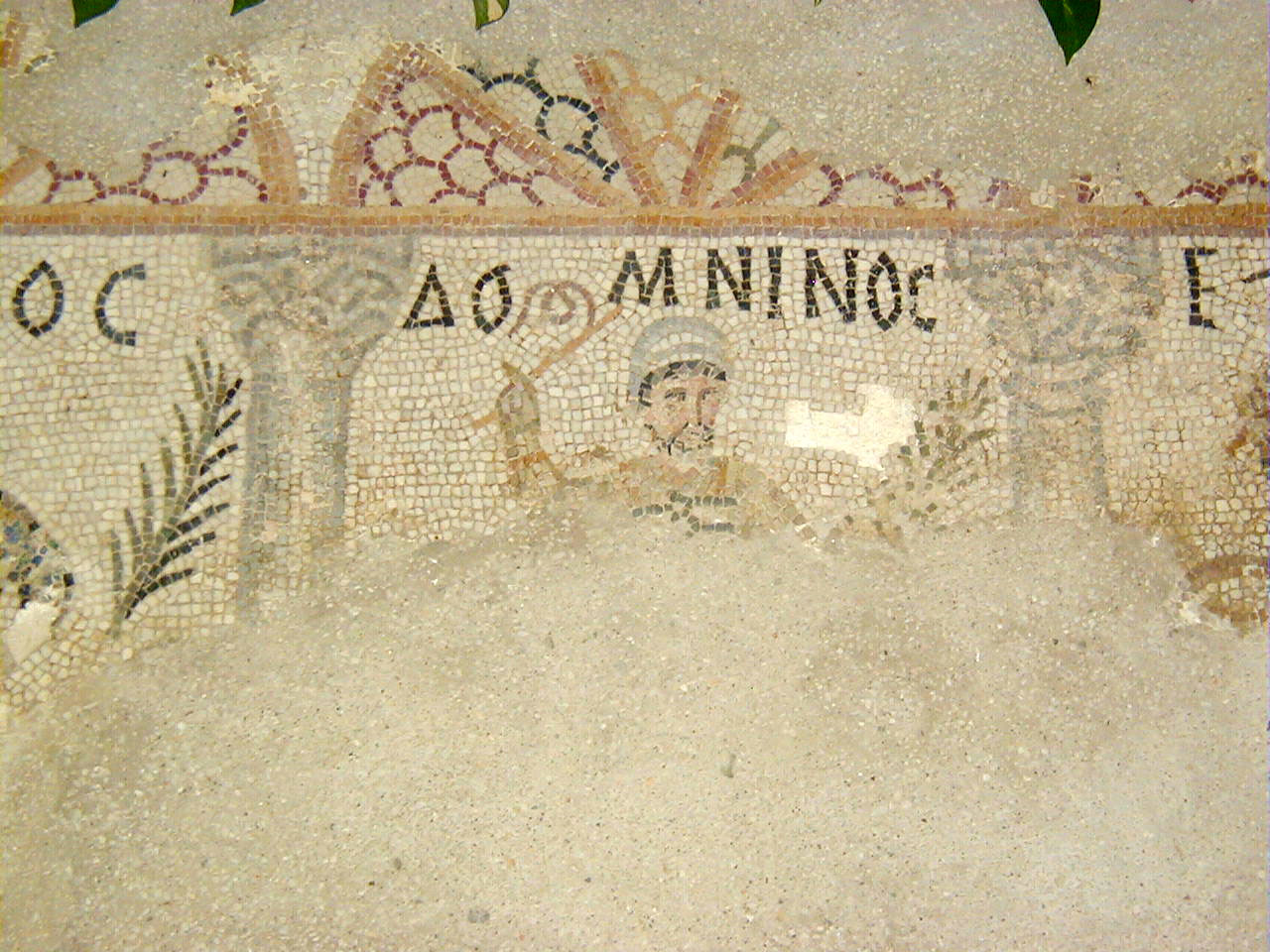
Mosaïque des auriges (Domninos).
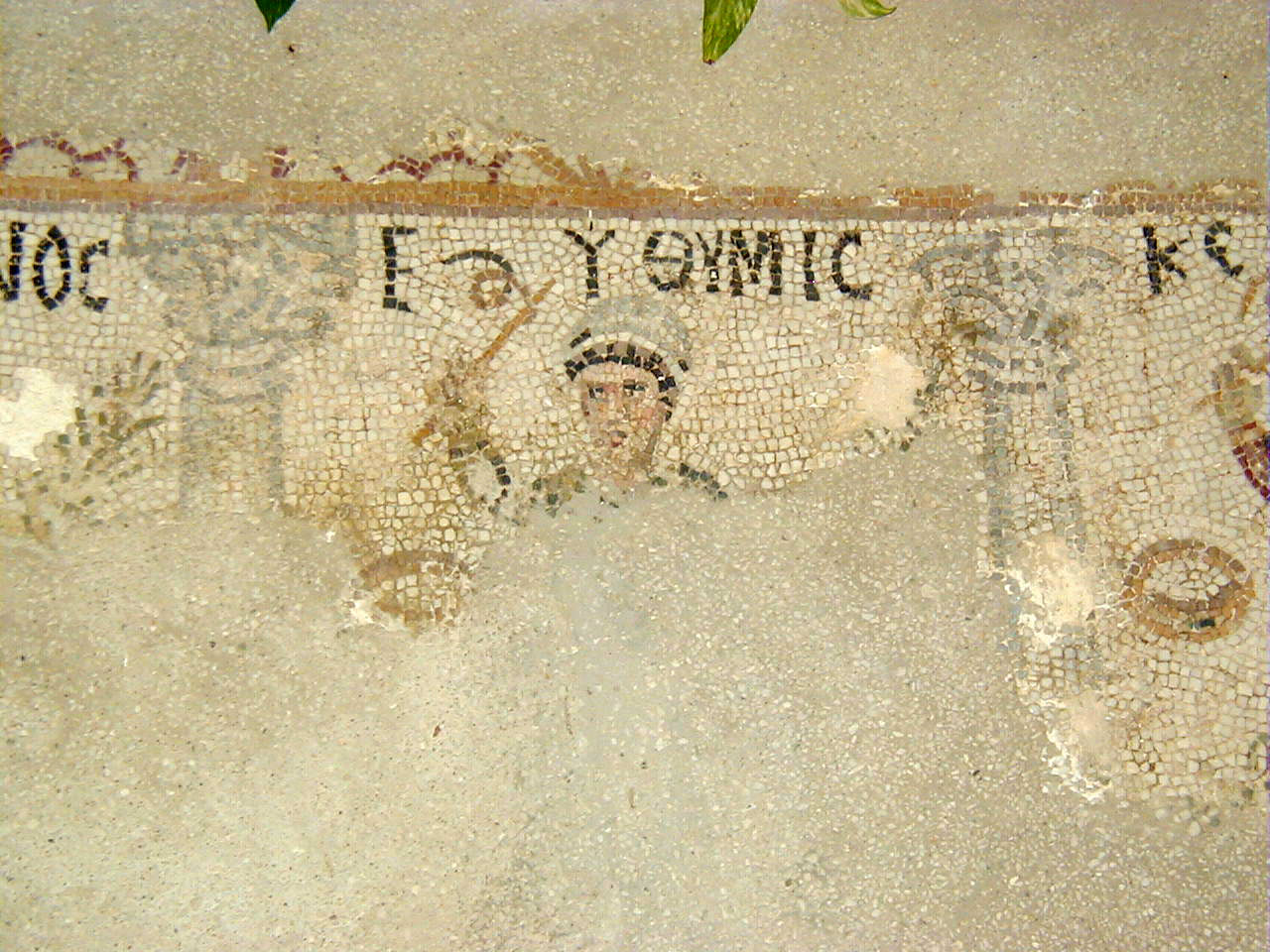
Mosaïque des auriges (Euthumis).
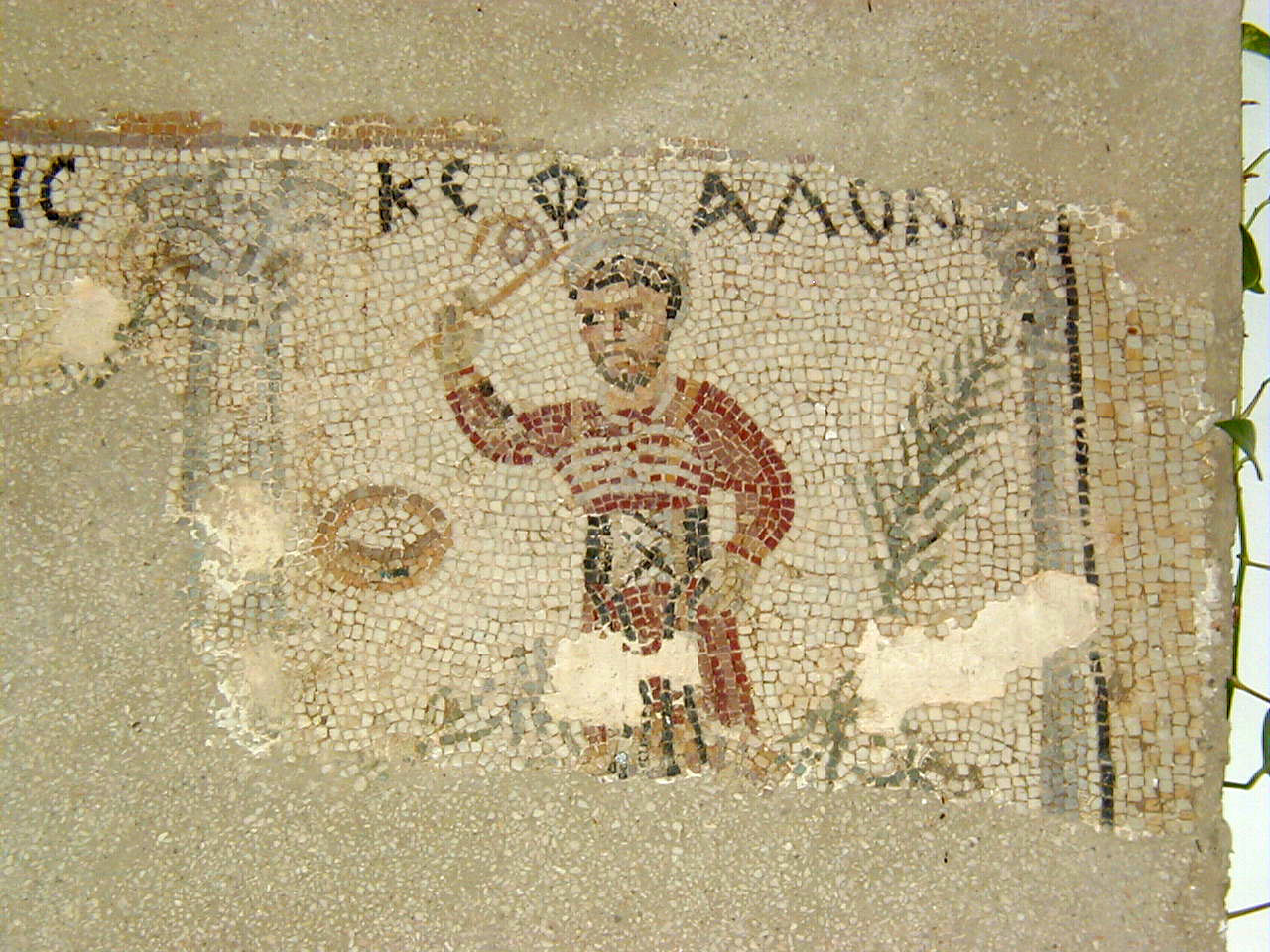
Mosaïque des auriges (Kephalon).

- Statuette de Ganymède (Ve siècle, manquante) : cette œuvre de marbre blanc, de 49 centimètres de long, est retrouvée en 17 fragments dans une citerne de la maison des auriges grecs. Elle est à peu près complète et représente Ganymède aux côtés de Zeus ayant pris l'apparence d'un aigle. Elle fut probablement brisée de façon accidentelle avant même sa mise en place.

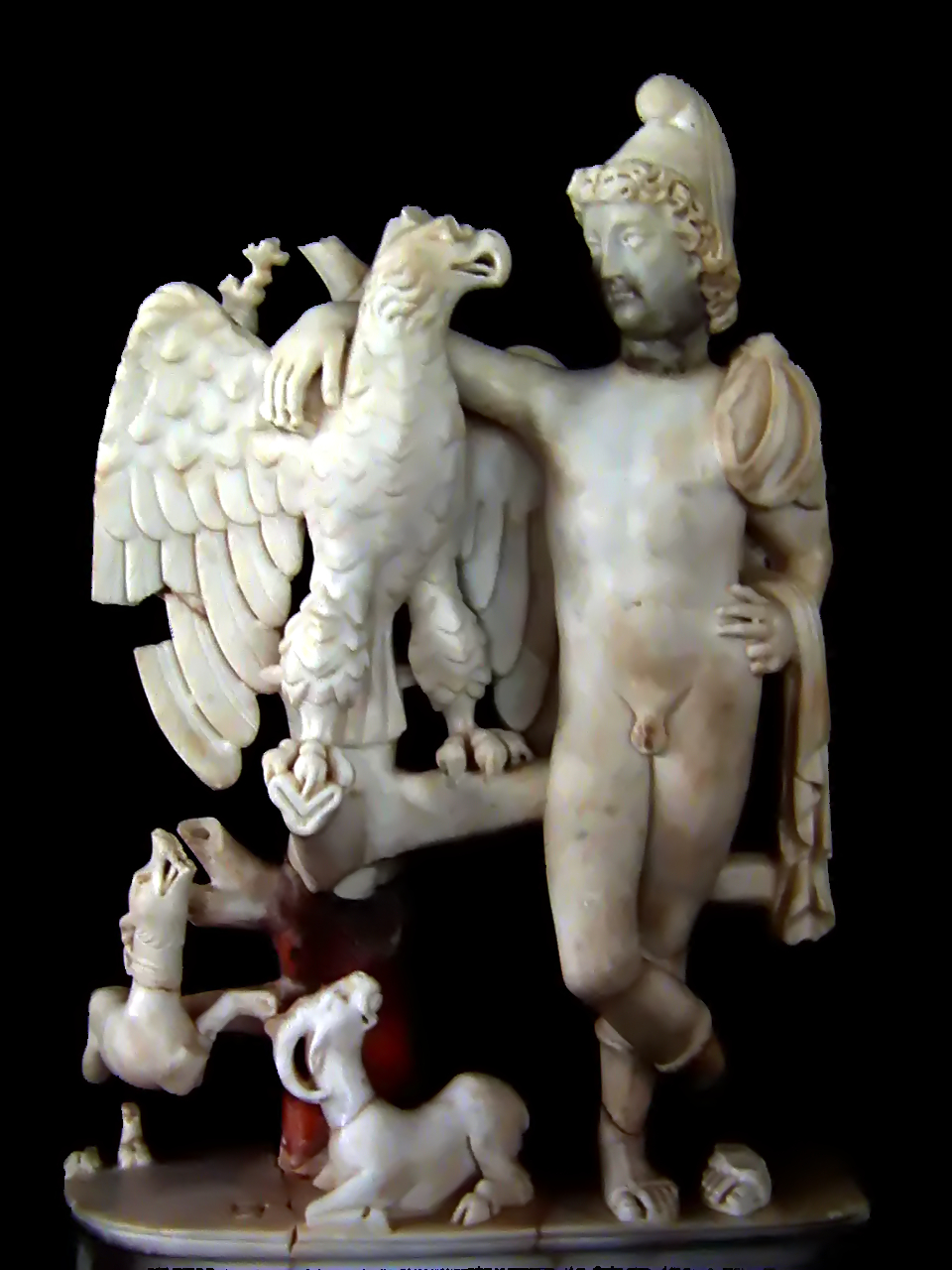
Statuette de Ganymède.
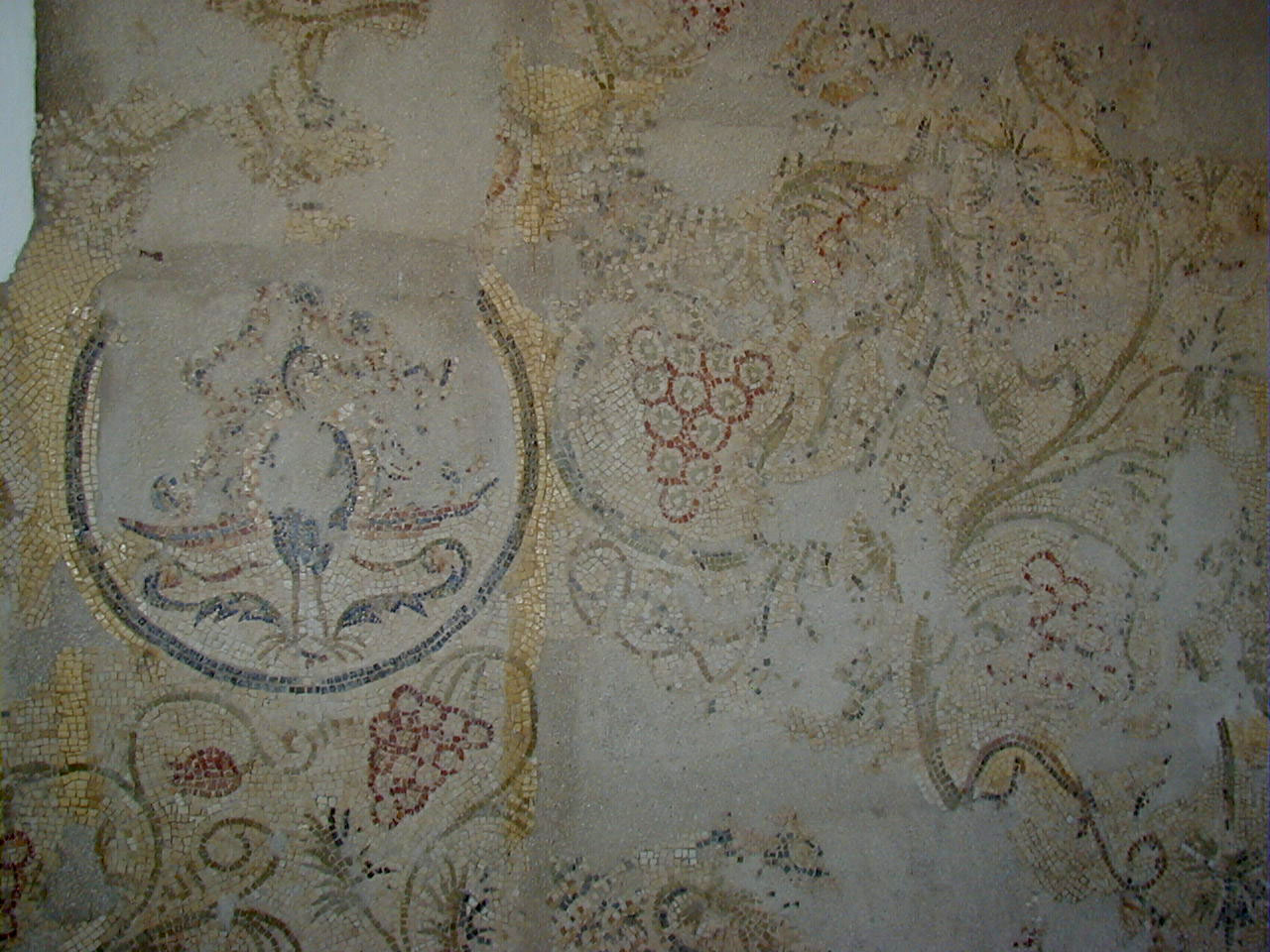
Mosaïque du paon.
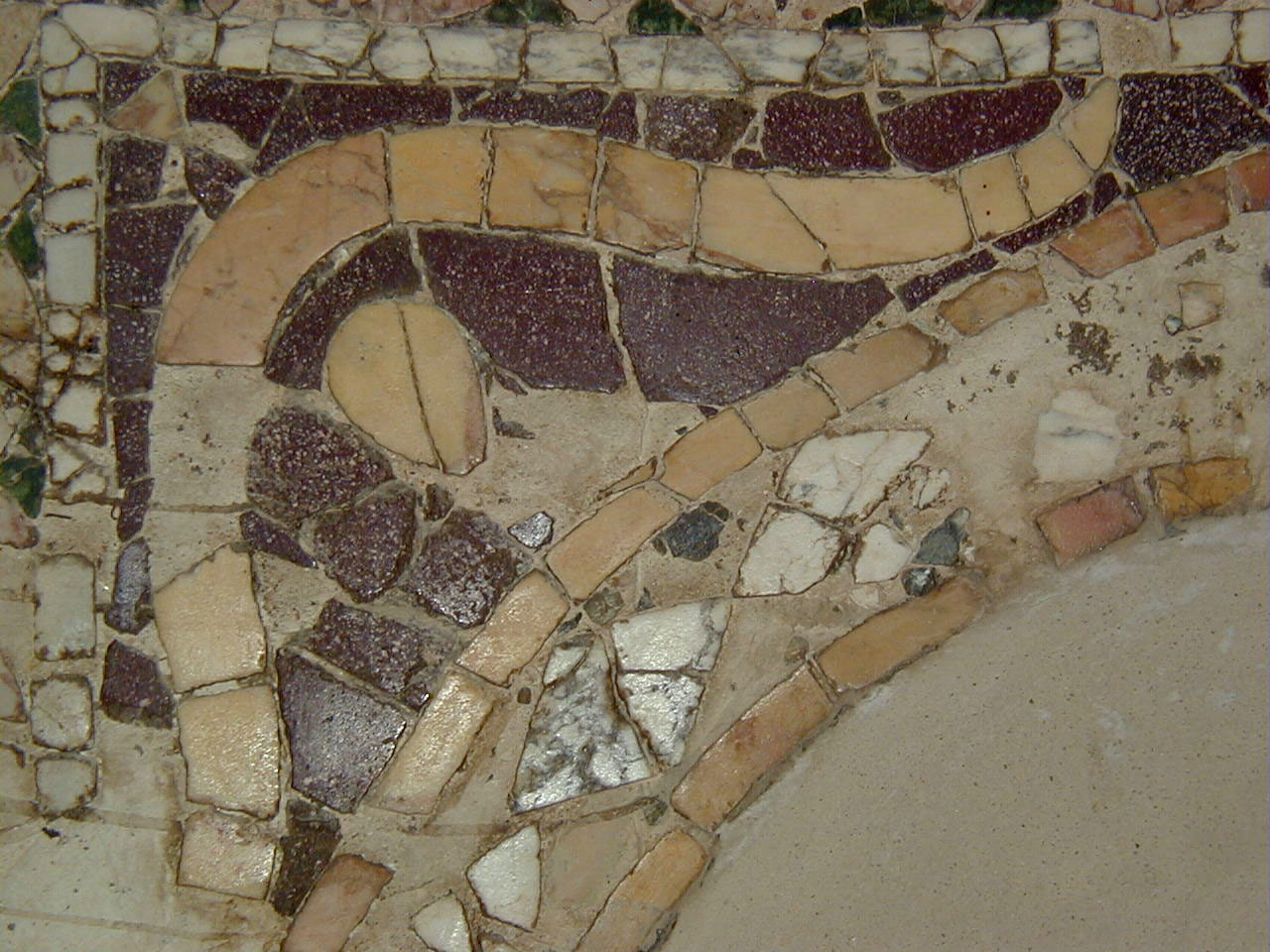
Pavement en opus sectile.

- Mosaïque du paon (VIe siècle) : symbole chrétien d'immortalité, un paon se trouve sur le même pavement où sont représentées des roses, fleurs du paradis.
- Pavement en opus sectile (VIe siècle).